# Penumbra (Sonnenflecken)

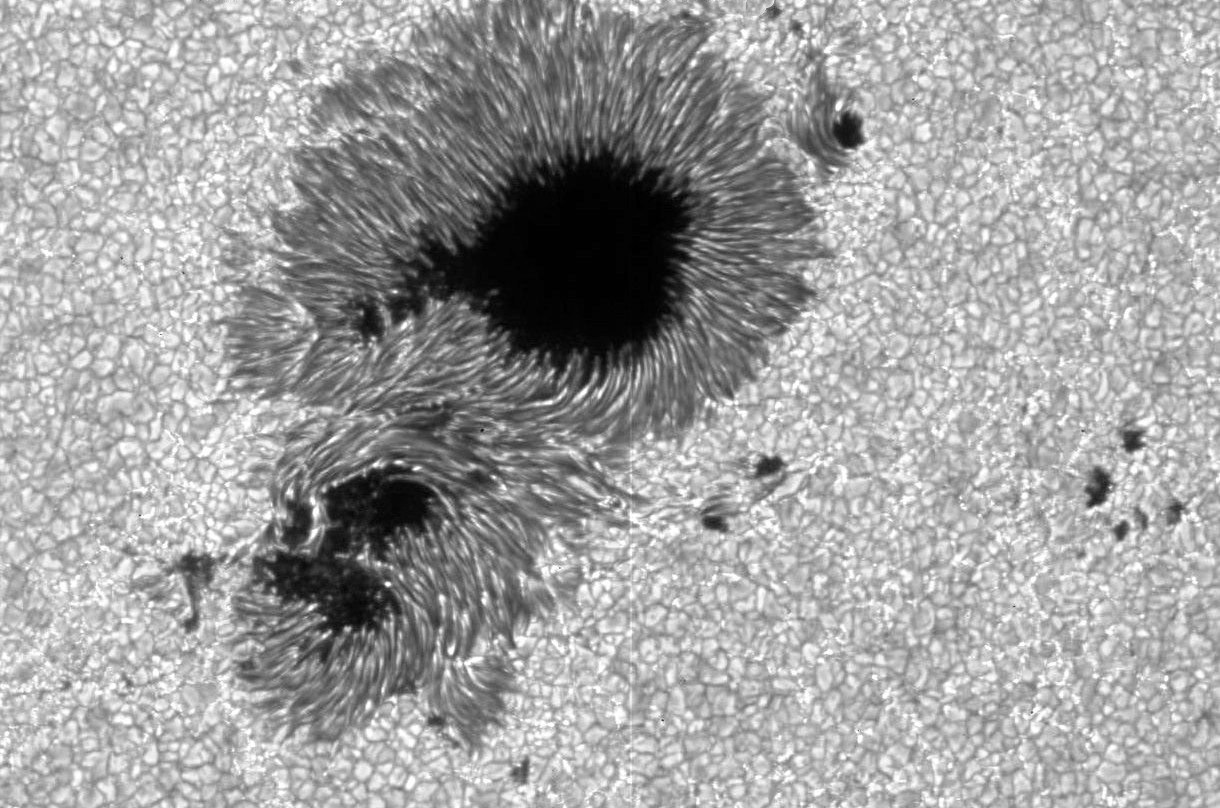
Sonnefleckengruppe, Durchmesser um 20'000km. Schwarzer Bereich: Umbra, lamellierter grauer Bereich: Penumbra (Fotografiert am 13. Dez. 2006 vom Satelliten Hinode im sichtbaren Wellenbereich.)

Die Begriffe Umbra und Penumbra (lat. Halbschatten und Kernschatten) bezeichnen bei Sonnenflecken die dunklen Zentralbereiche bzw. ihre grauen Ränder.

## Temperaturen
Die durchschnittliche Oberflächentemperatur der Sonne beträgt knapp 6000 °C („effektive Temperatur“ 5770 Kelvin). Der Kernbereich eines Sonnenflecks, die Umbra („Kernschatten“), ist demgegenüber rund 2000 K kühler und liegt somit bei ca. 4000 °C. Große Sonnenflecken zeigen darüber hinaus eine Penumbra („Halbschatten“), die eine Temperatur von 5000 – 5500 °C aufweist. In ihr finden sich zahlreiche Einzelflecken (siehe Bild).

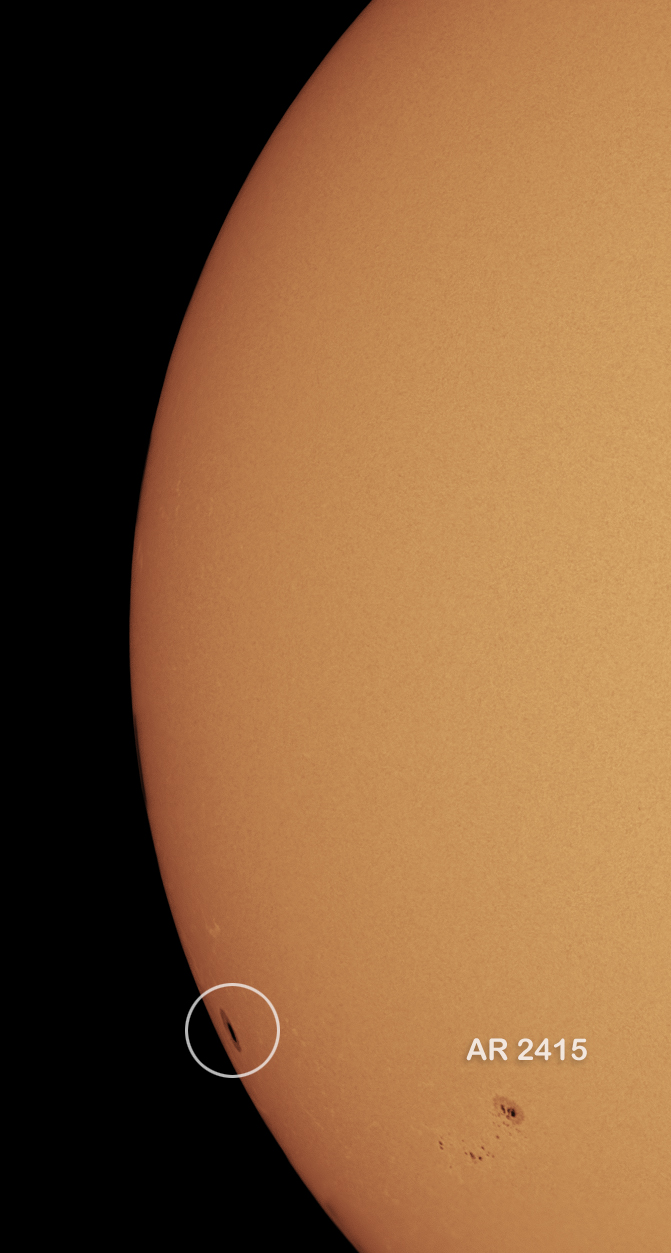
Der Sonnenfleck zeigt den Wilson-Effekt.

Trotz ihrer tieferen Temperatur sind diese Zonen der Sonnenflecken keineswegs schwarz oder grau, sondern sind ebenfalls als heftig glühendes Gas zu verstehen. Sie strahlen mit rund 20 bis 70 Prozent der normalen Photosphäre. Lediglich das Maximum der Strahlung hat sich von gelbgrün ein wenig zu rot hin verschoben.

## Zählung von Sonnenflecken
Die einfachste Maßzahl für die Sonnenaktivität – die in einem 11-Jahres-Zyklus variiert und auch wöchentlichen und monatlichen Schwankungen unterliegt – ist die so genannte Sonnenflecken-Relativzahl
{\displaystyle R=10\cdot g+f}
Die Zahl f gibt die Anzahl der Flecken an (unabhängig von ihrer Größe), während g die Zahl der Gruppen darstellt. Als Fleckengruppe zählen auch Einzelflecken, doch mehr tragen große Gruppen mit Penumbragebieten zu R bei.
Die Sonnenflecken entstehen durch lokale Störungen im Magnetfeld der Sonne, welche den konvektiven Wärmetransport aus der Tiefe behindern.